# Andrzej Panufnik
Andrzej Panufnik, född 24 september 1914 i Warszawa, död 27 oktober 1991 i Twickenham, London, var en polsk-brittisk tonsättare och dirigent. 

## Biografi
Panufnik studerade 1937-1939 för Felix Weingartner i Wien och London men återvände till Polen strax före krigsutbrottet. Efter kriget räknades han tillsammans med Witold Lutosławski, Krzysztof Penderecki och Henryk Górecki till de mest framstående modernisterna i Polen, och han har fått flera utmärkelser av regimen. 
Panufnik ledde Warszawas filharmoniska orkester från 1946, men när han flydde landet 1954 blev hans musik och hans namn bannlysta av kommunistregimen - Panufnik kunde besöka Polen först 1990. Under exilen i väst var han bl.a. ledare för City of Birningham Orchestra 1957-1959, turnerande dirigent och komponist. Han adlades av drottning Elizabeth II 1991.
Panufnik har ett mycket säreget musikspråk och är ganska okänd i Sverige. 

## Viktigaste verk
- Sinfonia Sacra (1963),
- Arbor Cosmica (1983),
- Sinfonia della Speranza (1986/1990),
- Violin Concerto (1971),
- Hommage à Chopin (1949/1966),
- Sinfonia Votiva (1981),
- Concerto for Timpani, Percussion and Strings (1980).